# Riu Bandama
El riu Bandama és el riu més llarg de Costa d'Ivori que s'estén, segons l'Enciclopèdia Britannica, per 800 km de llargària i, segons Gran Enciclopèdia Catalana, per 740 km.
El curs sud del riu és alimentat pels afluents Marahoué, Solomougou, Kan i Nzi, i desemboca en la llacuna de Tagba i el golf de Guinea.
El Bandama passa pel llac Kossou que és un extens artificial creat el 1973 per a la presa de Kossou a Kossou.
Yamoussoukro, la capital de Costa d'Ivori, és adjacent en un tram del curs del riu Bandama.